# Tipula (Yamatotipula) machidai
Tipula (Yamatotipula) machidai is een tweevleugelige uit de familie langpootmuggen (Tipulidae). De soort komt voor in het Palearctisch gebied.